# Festival di Sanremo 1998
Il quarantottesimo Festival di Sanremo si svolse al teatro Ariston di Sanremo dal 24 al 28 febbraio 1998 con la conduzione di Raimondo Vianello, affiancato da Eva Herzigová e Veronica Pivetti. La regia è stata curata da Simonetta Tavanti, prima (e finora unica) regista donna del Festival di Sanremo.
Autori del Festival erano Carla Vistarini e Sergio Bardotti.
L'edizione fu vinta da Annalisa Minetti con il brano Senza te o con te per entrambe le categorie, in quanto il regolamento di quell'anno dava la possibilità ai primi tre classificati della sezione Giovani di contendersi la vittoria finale del Festival insieme ai Campioni.
L'edizione del 1998 non fu sicuramente tra le più fortunate: come e forse più dell'anno passato, anche le canzoni di questo festival non entrarono nella classifica delle più vendute; sul palco poi numerose furono le gaffe fatte sia da Eva Herzigová che da Veronica Pivetti e la stessa conduzione di Raimondo Vianello, pur considerata elegante e ironica, venne però anche giudicata troppo distaccata e poco calata nel contesto sanremese.
Pesanti critiche arrivarono addirittura dal Financial Times, che stroncò la manifestazione definendola come «una sagra del kitsch piena di canzoni terribilmente sentimentalistiche».

Da sinistra: Eva Herzigová, Raimondo Vianello e Veronica Pivetti, i tre conduttori dell'edizione.

## Partecipanti

La vincitrice assoluta dell'edizione, l'esordiente Annalisa Minetti, capace di trionfare sia nella sezione Giovani sia, grazie al regolamento dell'edizione, tra i Campioni.

### Sezione Campioni
| Interprete                        | Ultime partecipazioni al Festival  |
| --------------------------------- | ---------------------------------- |
| Alex Baroni                       | 1997 (tra le Nuove proposte)       |
| Andrea Mingardi                   | 1994                               |
| Annalisa Minetti                  | Esordiente                         |
| Antonella Ruggiero                | 1988 (come membro dei Matia Bazar) |
| Enzo Jannacci                     | 1994                               |
| Ivana Spagna                      | 1996                               |
| Lisa                              | Esordiente                         |
| Luca Sepe                         | Esordiente                         |
| Mango e Zenîma                    | 1995 ed esordiente                 |
| Niccolò Fabi                      | 1997 (tra le Nuove proposte)       |
| Nuova Compagnia di Canto Popolare | 1992                               |
| Paola & Chiara                    | 1997 (tra le Nuove proposte)       |
| Paola Turci                       | 1996                               |
| Piccola Orchestra Avion Travel    | Esordienti                         |
| Ron                               | 1996                               |
| Sergio Caputo                     | 1989                               |
| Silvia Salemi                     | 1997                               |

Note
1. 1 2 3  Artisti provenienti dalla categoria Giovani.

### Sezione Giovani
| Interprete         | Ultime partecipazioni al Festival |
| ------------------ | --------------------------------- |
| Alessandro Pitoni  | Esordiente                        |
| Annalisa Minetti   | Esordiente                        |
| Costa              | Esordiente                        |
| Eramo & Passavanti | Esordienti                        |
| Federico Stragà    | Esordiente                        |
| Liliana Tamberi    | Esordiente                        |
| Lisa               | Esordiente                        |
| Luca Sepe          | Esordiente                        |
| Luciferme          | Esordienti                        |
| Nitti e Agnello    | Esordienti                        |
| Paola Folli        | Esordiente                        |
| Percentonetto      | Esordienti                        |
| Serena C           | Esordiente                        |
| Taglia 42          | Esordienti                        |

## Classifica, canzoni e cantanti

### Sezione Campioni
| Posizione | Interprete                        | Canzone                          | Autori                                                                           |
| --------- | --------------------------------- | -------------------------------- | -------------------------------------------------------------------------------- |
| 1º        | Annalisa Minetti                  | Senza te o con te                | M. Luca e P. Palma                                                               |
| 2º        | Antonella Ruggiero                | Amore lontanissimo               | A. Ruggiero e R. Colombo                                                         |
| 3º        | Lisa                              | Sempre                           | G. Morra e M. Fabrizio                                                           |
| 4º        | Paola Turci                       | Solo come me                     | R. Casini e P. Turci                                                             |
| 5º        | Silvia Salemi                     | Pathos                           | S. Salemi e G. Artegiani                                                         |
| 6º        | Mango e Zenîma                    | Luce                             | A. Salerno, G. Mango e A. Mango                                                  |
| 7º        | Luca Sepe                         | Un po' di te                     | L. Sepe, M. Schembri, F. Leali e E. Malepasso                                    |
| 8º        | Niccolò Fabi                      | Lasciarsi un giorno a Roma       | N. Fabi, R. Sinigallia, C. Dazzi e D. Sinigallia                                 |
| 9º        | Ron                               | Un porto nel vento               | G. Zagni, Ron e F. Coppini                                                       |
| 10º       | Andrea Mingardi                   | Canto per te                     | A. Mingardi e M. Tirelli                                                         |
| 11º       | Alex Baroni                       | Sei tu o lei (Quello che voglio) | A. Baroni, P. Calabrese, M. Calabrese, M. D'Angelo e M. Rinalduzzi               |
| 12º       | Ivana Spagna                      | E che mai sarà                   | I. Spagna e G. Spagna                                                            |
| 13º       | Piccola Orchestra Avion Travel    | Dormi e sogna                    | G. Servillo, D. Ciaramella, M. Tronco, G. D'Argenzio, F. Mesolella e F. Spinetti |
| 14º       | Sergio Caputo                     | Flamingo                         | S. Caputo                                                                        |
| 15º       | Nuova Compagnia di Canto Popolare | Sotto il velo del cielo          | C. Sfogli e C. Faiello                                                           |
| 16º       | Paola & Chiara                    | Per te                           | P. Iezzi e C. Iezzi                                                              |
| 17º       | Enzo Jannacci                     | Quando un musicista ride         | E. Jannacci                                                                      |

### Sezione Giovani
| Posizione | Interprete         | Canzone                               | Autori                                                                         |
| --------- | ------------------ | ------------------------------------- | ------------------------------------------------------------------------------ |
| 1º        | Annalisa Minetti   | Senza te o con te                     | M. Luca e P. Palma                                                             |
| 2º        | Lisa               | Sempre                                | G. Morra e M. Fabrizio                                                         |
| 3º        | Luca Sepe          | Un po' di te                          | F. Leali, E. Malepasso, L. Sepe e M. Schembri                                  |
| F         | Paola Folli        | Ascoltami                             | F. Rapaccioli                                                                  |
| F         | Percentonetto      | Come il sole                          | F. Frombolini, A. Amati e P. Amati                                             |
| F         | Costa              | Compagna segreta                      | M. Costantini                                                                  |
| F         | Taglia 42          | Con il naso in su                     | S. Grandi                                                                      |
| F         | Alessandro Pitoni  | Dimmi dov'è la strada per il paradiso | A. Pitoni e G. Capo                                                            |
| F         | Nitti e Agnello    | I ragazzi innamorati                  | F. Nitti e P. Agnello                                                          |
| F         | Luciferme          | Il soffio                             | F. Pisaneschi e G. Guatteri                                                    |
| F         | Serena C           | Quante volte sei                      | A. Baroni, P. Calabrese, M. Calabrese, M. Rinalduzzi, M. D'Angelo e S. Conenna |
| F         | Eramo & Passavanti | Senza confini                         | Bungaro e P. Romanelli                                                         |
| F         | Federico Stragà    | Siamo noi                             | D. Fossati                                                                     |
| F         | Liliana Tamberi    | Un graffio in più                     | G. Bigazzi, M. Falagiani e L. Tamberi                                          |

## Altri premi
- Premio della Critica "Mia Martini" sezione Campioni: Piccola Orchestra Avion Travel con Dormi e sogna
- Premio della Critica "Mia Martini" sezione Giovani: Eramo & Passavanti con Senza confini
- Premio F.I.M.I. (Federazione dell'Industria Musicale Italiana) per la miglior canzone: Mango e Zenîma con Luce
- Premio Volare per il miglior testo: Enzo Jannacci con Quando un musicista ride
- Premio Volare per la migliore musica: Piccola Orchestra Avion Travel con Dormi e sogna
- Premio Volare per il miglior arrangiamento: Peppe Vessicchio con Dormi e sogna
- Premio Volare per la miglior interpretazione: Eramo & Passavanti con Senza confini

## Regolamento
Una interpretazione per brano:
- 1ª serata: esibizione dei 14 Campioni e dei 14 Giovani
- 2ª serata: esibizione di 7 Campioni e 7 Giovani
- 3ª serata: esibizione di 7 Campioni e 7 Giovani
- 4ª serata: finale dei "Giovani": esibizione dei 14 Giovani e premiazione del vincitore (i primi tre hanno accesso alla finale dei Campioni)
- 5ª serata: finale dei "Campioni": esibizione dei 14 Campioni e dei tre Giovani ammessi e premiazione del vincitore

## Orchestra
L'Orchestra della Rai fu diretta dal maestro Gianfranco Lombardi mentre le esibizioni dei cantanti furono dirette dai maestri: 
- Federico Capranica per Luca Sepe
- Roberto Colombo per Antonella Ruggiero
- Gabriele Comeglio per Luciferme
- Fabio Coppini per Ron e Paola Turci
- Massimo Di Vecchio per Silvia Salemi
- Beppe D'Onghia per Mango e Zenîma
- Lucio Fabbri per Paola e Chiara, Annalisa Minetti, Nitti e Agnello e Taglia 42
- Maurizio Fabrizio per Nuova Compagnia di Canto Popolare e Lisa
- Marco Falagiani per Liliana Tamberi
- Riccardo Galardini per Spagna
- Umberto Iervolino per Costa
- Paolo Jannacci per Enzo Jannacci
- Danilo Madonia per Federico Stragà
- Daniele Marcelli per Percentonetto
- Danilo Minotti per Paola Folli
- Maurizio Tirelli per Andrea Mingardi
- Peppe Vessicchio per Alex Baroni, Nicolò Fabi, Piccola Orchestra Avion Travel, Eramo & Passavanti, Alessandro Pitoni e Serena C
- Giulio Visibelli per Sergio Caputo

## Sigla
Serie di disegni a cera a tema notturno di D. Cerioni, L. Bianchi e L. Guarino accompagnati dal brano strumentale Maria Teresa, composto da Gianfranco Lombardi ed eseguito dall'Orchestra del Festival di Sanremo.

## Giuria di qualità
- Vincenzo Cerami
- Michael Nyman
- Celso Valli
- Monique Vaute
- Roberto Vecchioni

## Ospiti
Questi gli ospiti che si sono esibiti nel corso delle cinque serate di quest'edizione del Festival di Sanremo:
- Madonna - Frozen
- Robbie Robertson - Unbound
- All Saints - Never Ever
- Michael Bolton - Nessun dorma
- Shola Ama - You're the One I Love
- Backstreet Boys - As Long as You Love Me e All I Have to Give
- Álvaro Scaramelli - Soy tal qual soy
- Ricky Martin - La copa de la vida
- Jimmy Page e Robert Plant - Most High
- Céline Dion - The Reason e My Heart Will Go On
- Aqua - Doctor Jones
- Bryan Adams - Back to You
- José Feliciano - Che sarà e El Americano

## Scenografia
La scenografia del Festival fu disegnata da Armando Nobili: essa era caratterizzata da una nuova disposizione sinfonica dell'orchestra, che avvolgeva gli artisti e nello stesso tempo si protendeva fino alla platea, rompendo il diaframma tra spettatore e spettacolo; la scalinata, inoltre, si apriva creando un nuovo spazio per le esibizioni. In cima ad essa, centralmente, appariva l'enorme scritta luminosa Sanremo.

## Esclusi
Come ogni anno non esiste un elenco ufficiale dei cantanti esclusi. Ecco alcuni nomi di artisti presunti candidati alle selezioni: Toto Cutugno, Romina Power feat. Ketama (Nel tuo cuore), Anna Oxa (Chissà), Mariella Nava (Dimmi che mi vuoi bene), Mietta, Samuele Bersani, Neri per Caso, Paolo Pietrangeli.

## Ascolti
Risultati di ascolto delle varie serate, secondo rilevazioni Auditel.
| Serata             | Messa in onda      | Telespettatori | Share  |
| ------------------ | ------------------ | -------------- | ------ |
| I                  | 24 febbraio 1998   | 11 083 000     | 54,47% |
| II                 | 25 febbraio 1998   | 12 788 000     | 46,54% |
| III                | 26 febbraio 1998   | 13 006 000     | 48,27% |
| IV                 | 27 febbraio 1998   | 12 742 000     | 49,60% |
| Finale             | 28 febbraio 1998   | 15 067 000     | 62,70% |
| Media delle serate | Media delle serate | 12 937 000     | 52,32% |

## DopoFestival
Il Dopofestival fu condotto da Piero Chiambretti e Nino D'Angelo.

## Compilation
- Super Sanremo 98
- Sanremo 98